# علي زهران
علي زهران (مواليد 21 أغسطس 1989) هو لاعب جمباز فني مصري، حصل على الميدالية البرونزية في جهاز الحلق في دورة ألعاب البحر الأبيض المتوسط 2022.

## وصلات خارجية
- علي زهران على موقع الاتحاد الدولي للجمباز (biography) (الإنجليزية)